# 호키노촌
호키노촌(保木野村)은 사이타마현 고다마군에 설치되었던 촌이다. 현재의 혼조시 남부에 해당한다.